# نوربرت إم. سامويلسون
نوربرت إم. سامويلسون (بالإنجليزية: Norbert M. Samuelson)‏ هو عالم عقيدة وفيلسوف أمريكي، ولد في 15 فبراير 1936.